# Lixophaga facialis
Lixophaga facialis là một loài ruồi trong họ Tachinidae.